# 1880 МакКроскі
1880 МакКроскі (1880 McCrosky) — астероїд головного поясу, відкритий 13 січня 1940 року.
Тіссеранів параметр щодо Юпітера — 3,370.